# Redykalnia
Redykalnia (słow. Redikalné) – długi grzbiet w słowackich Tatrach Zachodnich. Oddziela Dolinę Przybyską od Doliny Wolarskiej. Odchodzi od wierzchołka Zuberskiego Wierchu (1753 m) w północnym (z odchyleniem na zachód) kierunku i opada do polany Brestowej na dnie Doliny Zuberskiej. W dolnej części, w północno-zachodnim kierunku odgałęzia się od Redykalni wzgórze Przełaz, najniższa zaś część Redykalni przechodzi we wzgórze Madajka. Dawniej Redykalnia była wypasana przez mieszkańców wsi Chlebnice, należała do odrębnej Hali Redykalnia. Informacje o tym podają dokumenty z 1615 r. Łączna liczba owiec wypasana na Redykalni i pobliskiej Hali Biała Skała w XVII wieku wynosiła 1200 sztuk.
W środkowej części Redykalni mapy wyróżniają skalisty wierzchołek Wielki Klin (Veľký Klin, 1553 m). Obecnie Redykalnia jest całkowicie zalesiona, jedynie pod Wielkim Klinem są jeszcze nie zalesione wyręby – pozostałości dawnych tras zjazdowych nieczynnego już wyciągu narciarskiego.